# عدالت شاعرانه (فیلم)
عدالت شاعرانه (به انگلیسی: Poetic Justice) فیلمی محصول سال ۱۹۹۳ و به کارگردانی جان سینگلتون است. در این فیلم بازیگرانی همچون جنت جکسون، توپاک شکور، تایرا فرل، رجینا کینگ، جو توری، بیلی زین، لوری پتی، کندی الکساندر، مایا آنجلو، جنیفر لوئیس، مایا کمبل، کلیفتن کالینز جونیور، تون لاک، کیو-تیپ و مایکل جردن ایفای نقش کرده‌اند.